# Lijst van personen overleden in september 2023
Dit is een lijst van bekende personen die zijn overleden in september 2023.

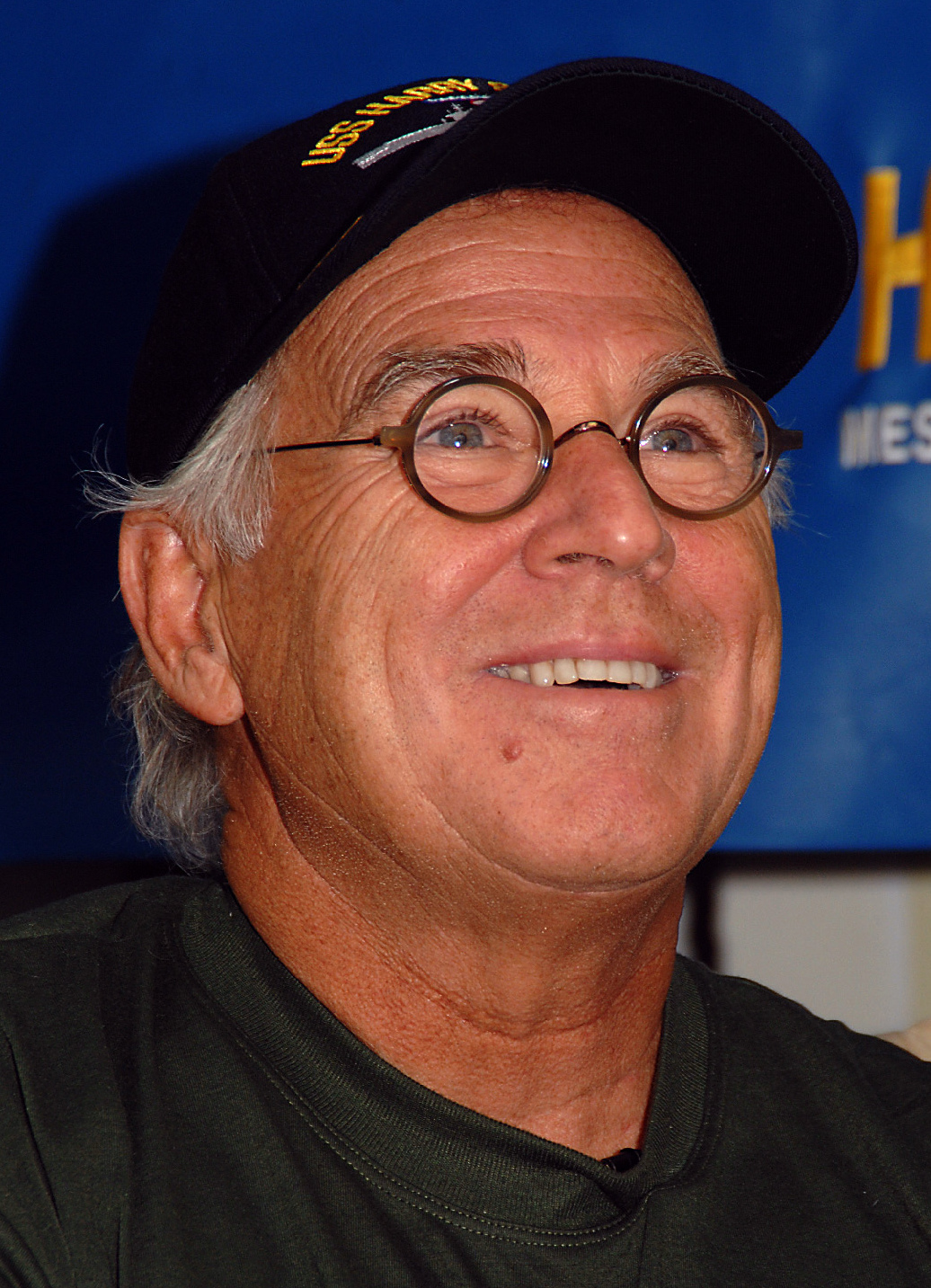
Jimmy Buffett
1 september

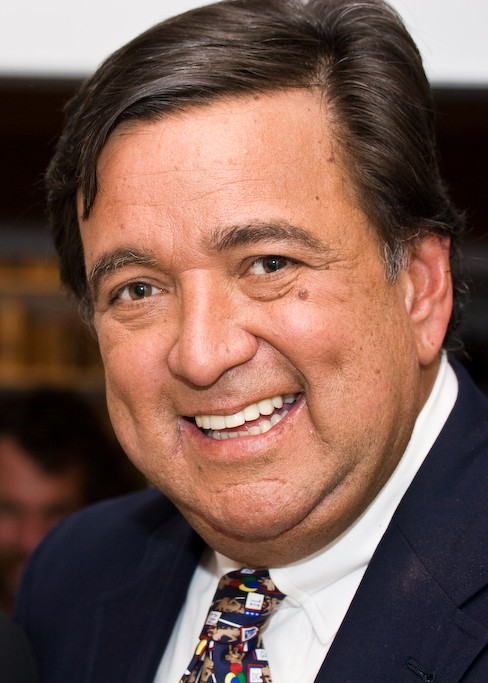
Bill Richardson
1 september

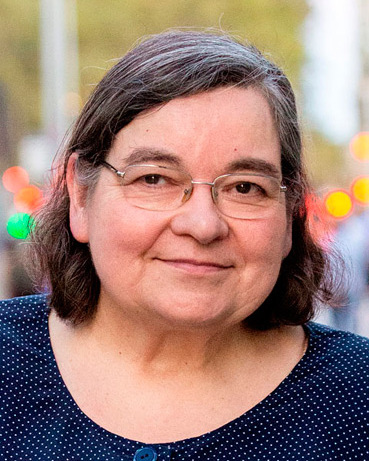
Carme Junyent i Figueras
3 september

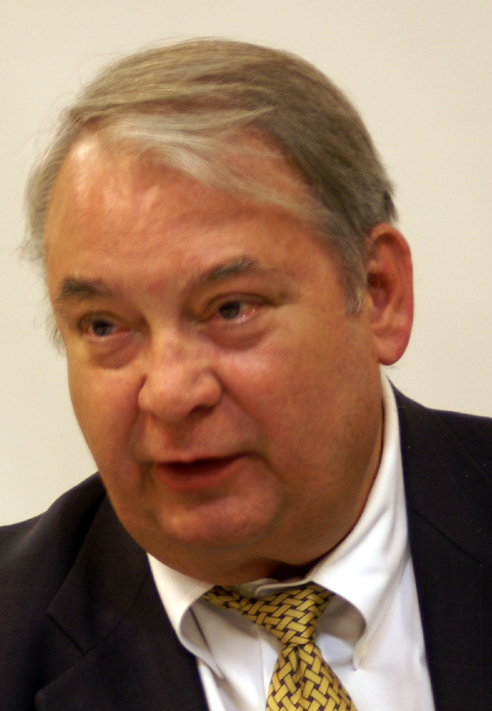
Ferid Murad
4 september

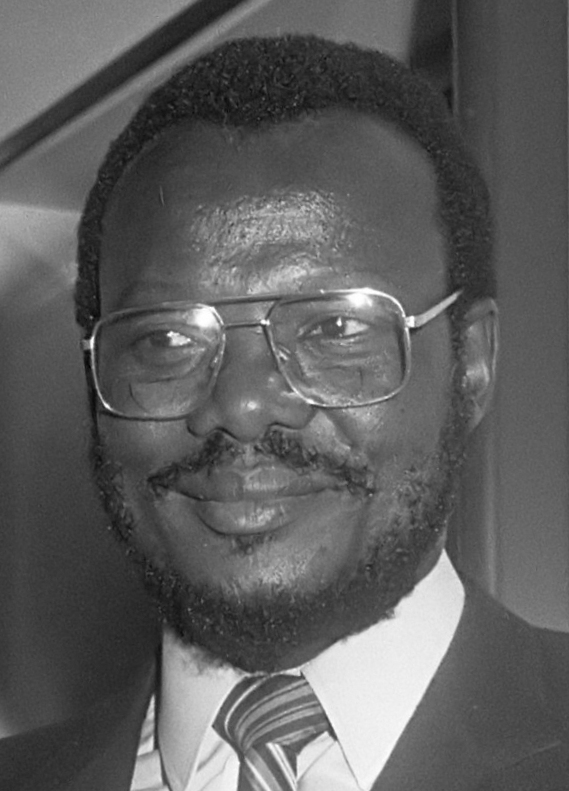
Mangosuthu Buthelezi
9 september

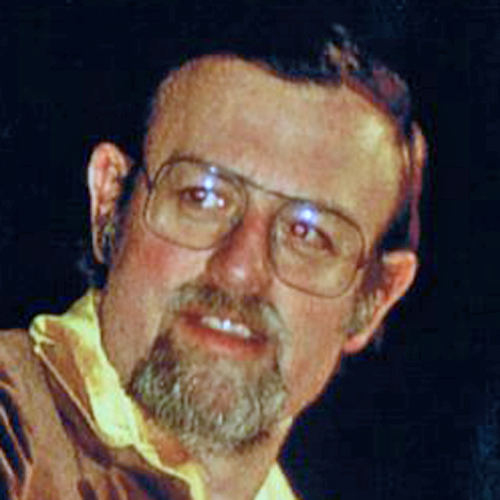
Roger Whittaker
13 september

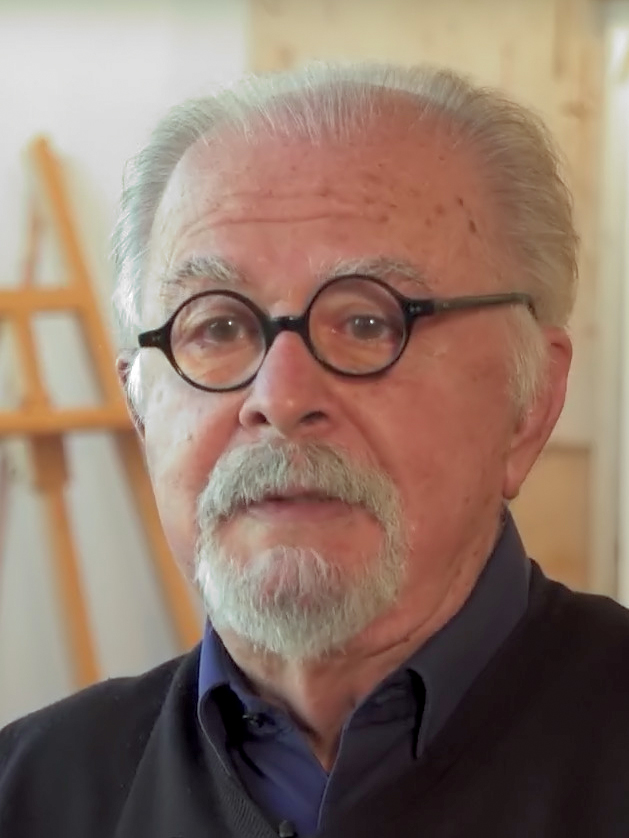
Fernando Botero
15 september

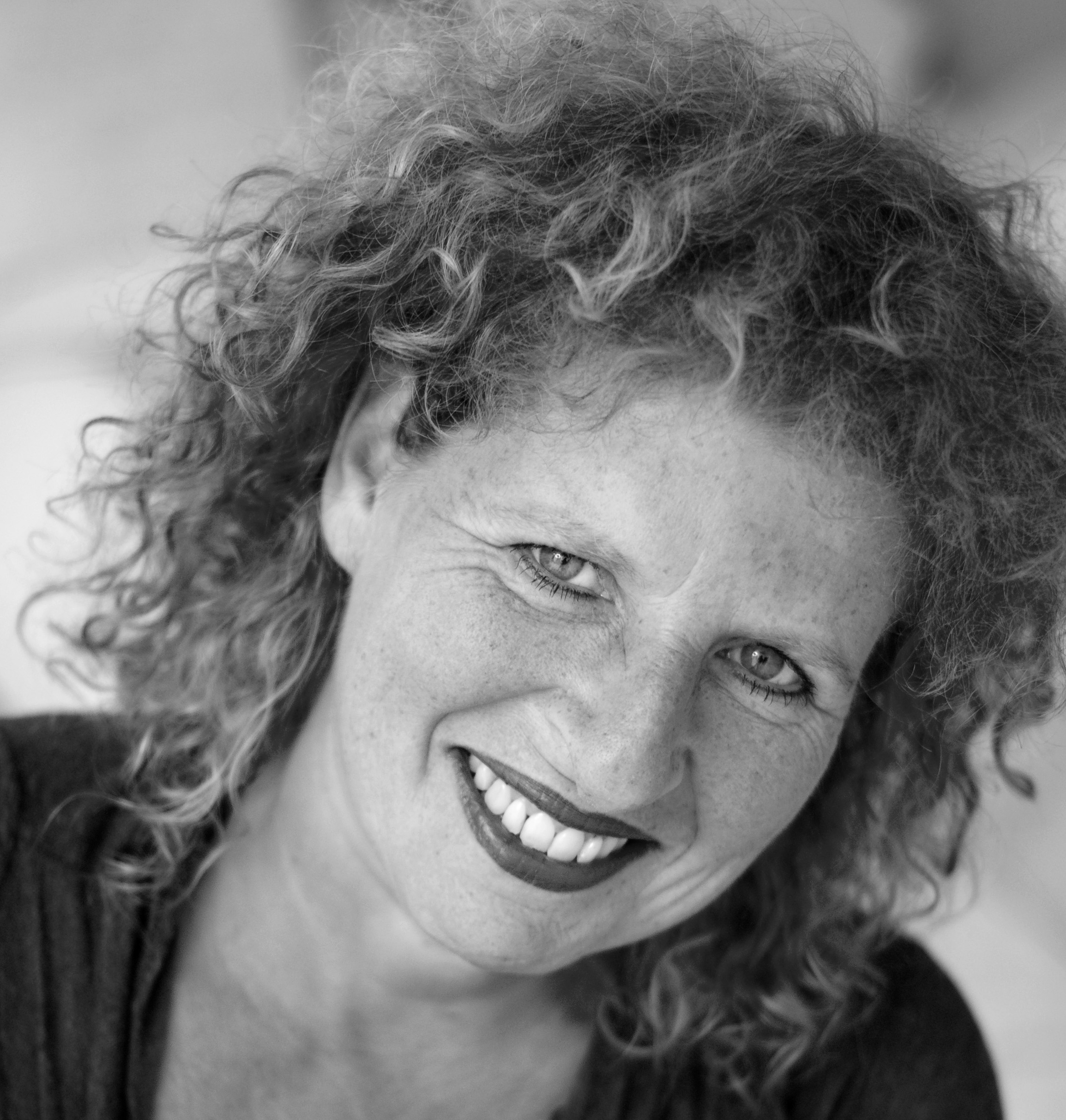
Wimie Wilhelm
16 september

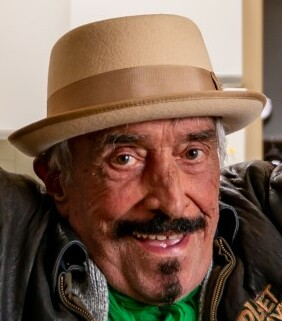
Lou Deprijck
19 september

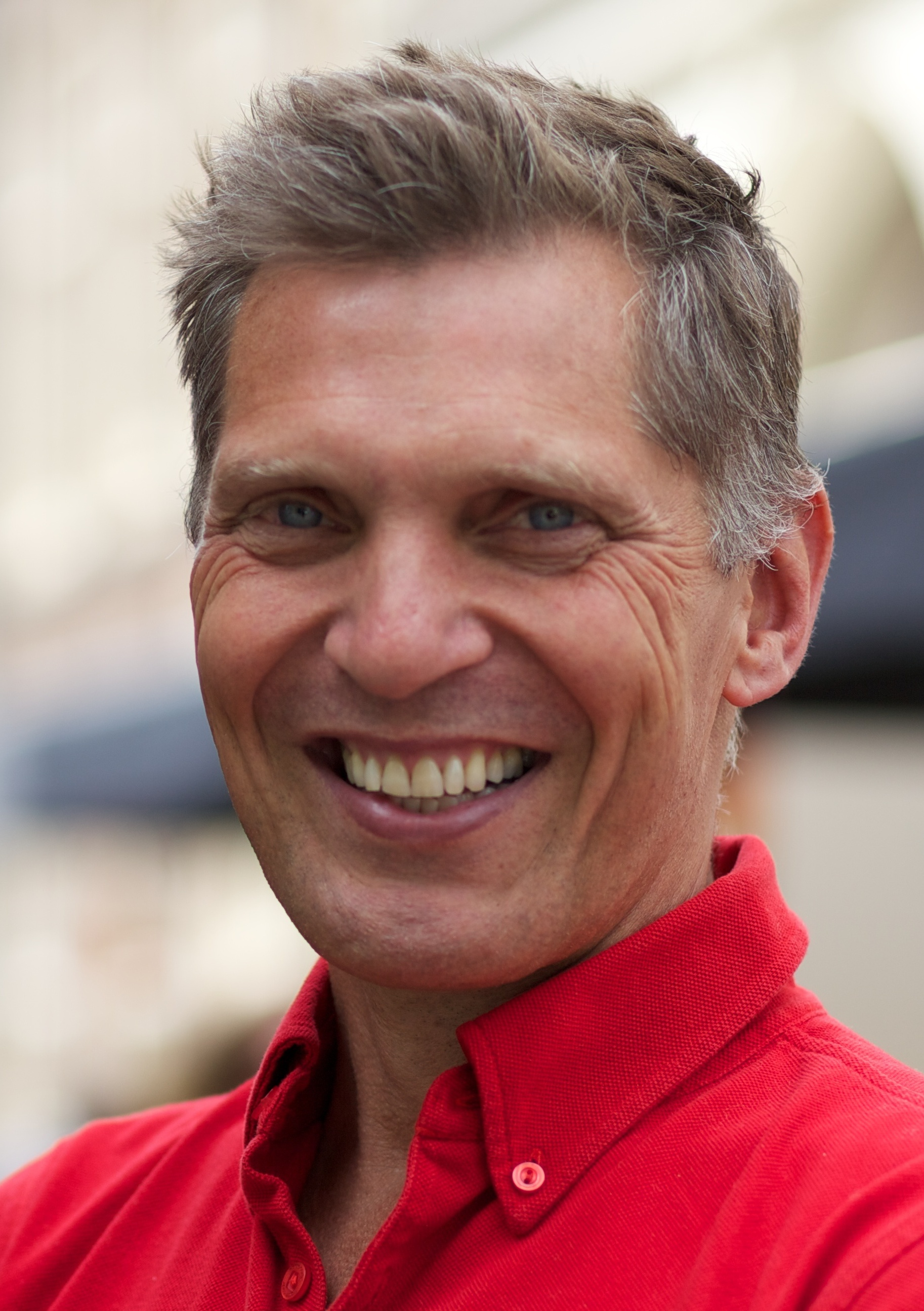
Erwin Olaf
20 september

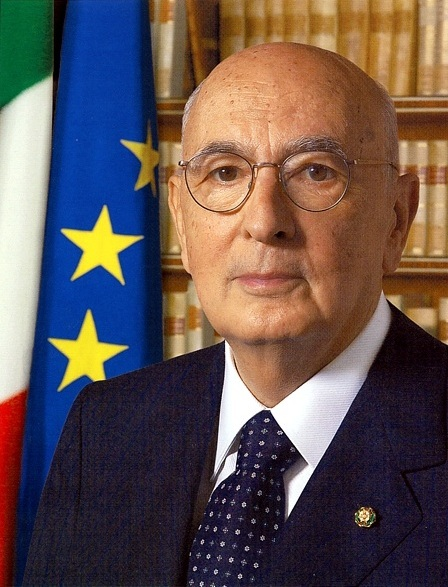
Giorgio Napolitano
22 september

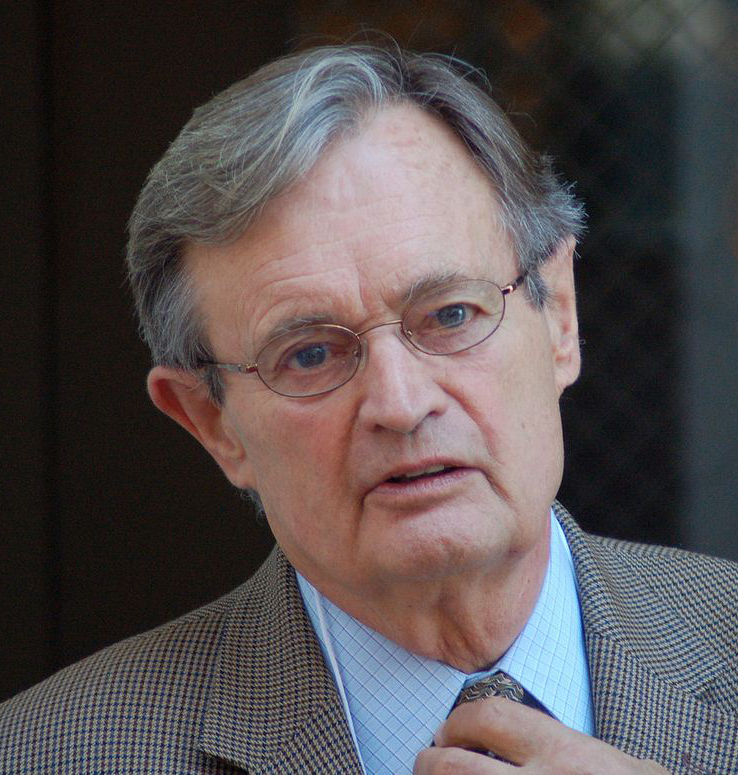
David McCallum
25 september

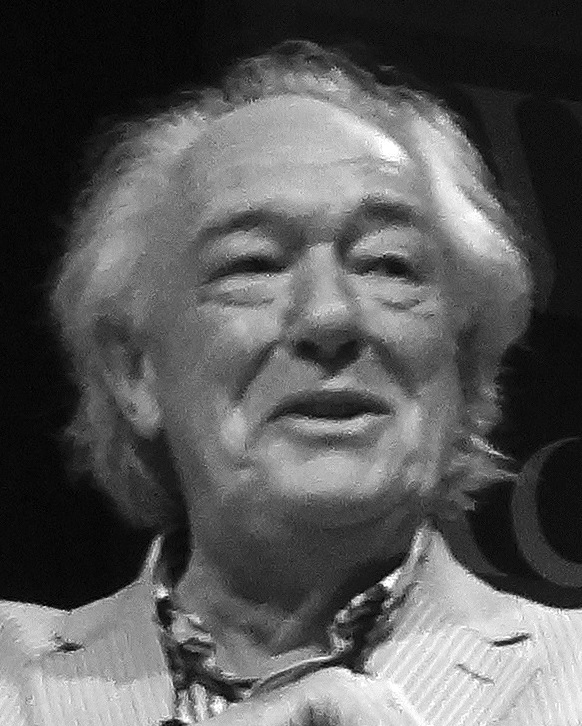
Michael Gambon
27 september

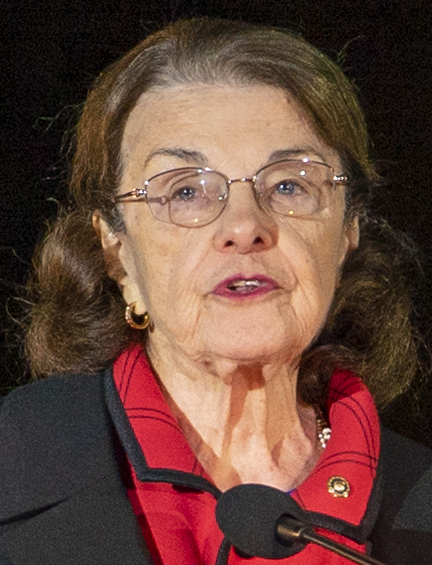
Dianne Feinstein
28 september

| 1 | 2 | 3 | 4 | 5 | 6 | 7 | 8 | 9 | 10 | 11 | 12 | 13 | 14 | 15 | 16 | 17 | 18 | 19 | 20 | 21 | 22 | 23 | 24 | 25 | 26 | 27 | 28 | 29 | 30 |
| - | - | - | - | - | - | - | - | - | -- | -- | -- | -- | -- | -- | -- | -- | -- | -- | -- | -- | -- | -- | -- | -- | -- | -- | -- | -- | -- |

### 1 september
- Jimmy Buffett (76), Amerikaans zanger[1]
- Raymond Moriyama (93), Canadees architect[2]
- Shozaburo Nakamura (89), Japans zakenman en politicus[3]
- Bill Richardson (75), Amerikaans politicus en diplomaat[4]

### 2 september
- Robert A. Lamb (72), Brits-Amerikaans viroloog[5]
- Shannon Wilcox (80), Amerikaans actrice[6]

### 3 september
- Gilberto Hernández (26), Panamees voetballer[7]
- Carme Junyent i Figueras (68), Spaans taalkundige[8]

### 4 september
- Steve Harwell (56), Amerikaans zanger[9]
- Ferid Murad (86), Amerikaans farmacoloog en Nobelprijswinnaar[10]
- Gary Wright (80), Amerikaans musicus[11]

### 5 september
- Albert Azarjan (94), Sovjet-Armeens turner[12]
- Ton Damen (65), Nederlands journalist[13]
- Bernard de Marcken de Merken (88), Belgisch baron en politicus[14]
- István Párkányi (78), Hongaars violist[15]
- Ivan Šuker (65), Kroatisch politicus en econoom[16]
- Anatol Ugorski (80), Duits-Russisch pianist[17]

### 6 september
- Adnan Al-Kaissie (84), Iraaks professioneel worstelaar en manager[18]
- Richard Davis (93), Amerikaans jazzcontrabassist[19]
- Giuliano Montaldo (93), Italiaans filmregisseur[20]

### 7 september
- Eddie Hide (86), Brits jockey[21]
- María Jiménez (73), Spaans zangeres en danseres[22]
- Akira Nishimura (69), Japans componist[23]

### 8 september
- Ivo Pauwels (85), Belgisch acteur[24]
- Anton Plate (73), Duits componist en dirigent[25]
- Buichi Terasawa (68), Japans mangaka[26]
- Lourus Jan Verton (85), Nederlands ondernemer[27]

### 9 september
- Mangosuthu Buthelezi (95), Zuid-Afrikaans politicus en Zoeloe-prins[28]

### 10 september
- Colin Ayre (67), Brits voetballer[29]
- Brendan Croker (70), Brits musicus[30]
- Ian Wilmut (79), Brits bioloog[31]

### 11 september
- Éva Fahidi (97), Hongaars Holocaustoverlevende en auteur[32]

### 12 september
- Benedetto Capizzi (79), Italiaans maffiabaas[33]
- Schelte van Heemstra (82), Nederlands diplomaat[34]

### 13 september
- Olga Scheltema-de Nie (84), Nederlands politica[35]
- Roger Whittaker (87), Brits zanger[36]

### 14 september
- Joseph Massino (80), Amerikaans crimineel[37]
- Michael McGrath (65), Amerikaans acteur[38]
- Basil van Rooyen (84), Zuid-Afrikaans autocoureur[39]
- Ies Vorst (85), Nederlands rabbijn en schrijver[40]

### 15 september
- Fernando Botero (91), Colombiaans schilder en beeldhouwer[41]
- Michel Jager (79), Nederlands politicus[42]
- Ady Jung (84), Luxemburgs politicus[43]
- Prudence McIntyre (78), Amerikaans zangeres[44]
- Franco Migliacci (92), Italiaans tekstschrijver[45]
- Luc Vankrunkelsven (67), Belgisch norbertijn en landbouwpublicist[46]

### 16 september
- Abdul Ati al-Obeidi (84), Libisch politicus[47]
- Nicolaas van Beek (85), Nederlands beeldend kunstenaar[48]
- John Marshall (82), Brits drummer[49]
- Billy Miller (43), Amerikaans acteur[50]
- Wimie Wilhelm (62), Nederlands actrice[51]

### 17 september
- Ronnie Boomgaard (78), Nederlands voetballer[52]
- Louis Gooren (79), Nederlands endocrinoloog[53]
- Willi Padge (79), Duits roeier[54]

### 18 september
- Edward Ferry (82), Amerikaans roeier[55]
- Magdalena Janssens (111), Belgisch oudste inwoner[56]
- Marinho Peres (76), Braziliaans voetballer[57]

### 19 september
- Theo Bijlhout (81), Surinaams zanger en songwriter[58]
- Lou Deprijck (77), Belgisch zanger[59]
- Michel Dupuis (79), Nederlands hoogleraar[60]
- Gianni Vattimo (87), Italiaans filosoof en politicus[61]
- Bart van de Ven (86), Nederlands wielrenner[62]

### 20 september
- Ruth Fuchs (76), Duits atlete en politica[63]
- David Mack (69), Amerikaans politicus[64]
- Erwin Olaf (64), Nederlands fotograaf[65]
- Odilon Polleunis (80), Belgisch voetballer[66]

### 21 september
- Katherine Anderson (79), Amerikaans zangeres[67]
- Walewska Oliveira (43), Braziliaans volleybalster[68]
- Robert W. Smith (64), Amerikaans componist[69]

### 22 september
- Bayani Fernando (77), Filipijns politicus[70]
- Peter Horton (82), Oostenrijks gitarist, liedjesschrijver, televisiepresentator en schrijver[71]
- Evelyn Fox Keller (87), Amerikaans natuurkundige[72]
- Giovanni Lodetti (81), Italiaans voetballer[73]
- Geir Lundestad (78), Noors historicus[74]
- Giorgio Napolitano (98), Italiaans politicus[75][76]

### 23 september
- Mar Bruinzeel (82), Nederlands muzikant[77]
- François Glorieux (91), Belgisch pianist en componist[78]
- Kees Holierhoek (81), Nederlands scenarioschrijver[79]
- Skadi Walter (59), Duits schaatsster[80]

### 24 september
- Zvi Hecker (92), Israëlisch architect[81]
- Reiky de Valk (23), Nederlands acteur[82]
- William Verstraeten (72), Nederlands kunstenaar[83]

### 25 september
- Eugenio Calabi (100), Italiaans-Amerikaans wiskundige[84]
- Robby Malhoe (69), Surinaams politicus[85]
- David McCallum (90), Brits-Amerikaans acteur[86]
- Matteo Messina Denaro (61), Italiaans maffiabaas[87]
- Anneke Uittenbosch (93), Nederlands klaveciniste[88]

### 26 september
- Michael Bonallack (88), Brits golfer[89]
- Klaas Hofstra (79), Nederlands acteur[90]
- Ron Muyzert (74), Nederlands diplomaat[91]
- Stanisław Szymecki (99), Pools bisschop[92]

### 27 september
- Jesús Aranzabal (83), Spaans wielrenner[93]
- Herman van Elteren (95), Nederlands acteur en beeldend kunstenaar[94]
- Michael Gambon (82), Iers acteur[95]
- Jilles Waagmeester (74), Nederlands beeldend kunstenaar[96]

### 28 september
- Stephen Ackles (57), Noors muzikant[97]
- Dianne Feinstein (90), Amerikaans politica[98]
- Hans Renes (68), Nederlands historisch geograaf[99]
- Monkombu Swaminathan (98), Indiaas landbouwkundige en geneticus[100]

### 29 september
- Saad Eddin Ibrahim (84), Egyptisch-Amerikaans hoogleraar sociologie[101]

### 30 september
- Jan T. Bremer (91), Nederlands geograaf, historicus, docent en publicist[102]
- Khaled Khalifa (59), Syrisch (scenario)schrijver en dichter[103]

### Datum onbekend
- Rainer Troppa (65), (Oost-)Duits voetballer[104]

januari ·
februari ·
maart ·
april ·
mei ·
juni ·
juli ·
augustus ·
september ·
oktober ·
november ·
december
1900 ·
1901 ·
1902 ·
1903 ·
1904 ·
1905 ·
1906 ·
1907 ·
1908 ·
1909 ·
1910 ·
1911 ·
1912 ·
1913 ·
1914 ·
1915 ·
1916 ·
1917 ·
1918 ·
1919 ·
1920 ·
1921 ·
1922 ·
1923 ·
1924 ·
1925 ·
1926 ·
1927 ·
1928 ·
1929 ·
1930 ·
1931 ·
1932 ·
1933 ·
1934 ·
1935 ·
1936 ·
1937 ·
1938 ·
1939 ·
1940 ·
1941 ·
1942 ·
1943 ·
1944 ·
1945 ·
1946 ·
1947 ·
1948 ·
1949 ·
1950 ·
1951 ·
1952 ·
1953 ·
1954 ·
1955 ·
1956 ·
1957 ·
1958 ·
1959 ·
1960 ·
1961 ·
1962 ·
1963 ·
1964 ·
1965 ·
1966 ·
1967 ·
1968 ·
1969 ·
1970 ·
1971 ·
1972 ·
1973 ·
1974 ·
1975 ·
1976 ·
1977 ·
1978 ·
1979 ·
1980 ·
1981 ·
1982 ·
1983 ·
1984 ·
1985 ·
1986 ·
1987 ·
1988 ·
1989 ·
1990 ·
1991 ·
1992 ·
1993 ·
1994 ·
1995 ·
1996 ·
1997 ·
1998 ·
1999 ·
2000 ·
2001 ·
2002 ·
2003 ·
2004 ·
2005 ·
2006 ·
2007 ·
2008 ·
2009 ·
2010 ·
2011 ·
2012 ·
2013 ·
2014 ·
2015 ·
2016 ·
2017 ·
2018 ·
2019 ·
2020 ·
2021 ·
2022 ·
2023 ·
2024 ·
2025